# اوگاشیک، آلاسکا
اوگاشیک (به انگلیسی: Ugashik) شهرکی در بخش لیک اند پنینسولا، آلاسکا ایالت آلاسکا است که جمعیت آن در سرشماری سال ۲۰۰۰ میلادی ۱۱ نفر بوده‌است.